# Klaipėdos nafta
Klaipėdos nafta (KN) (Клайпедос нафта — «Клайпедская нефть») — литовская компания, контролирующая нефтетерминалы в Клайпедском порту, Субачюсе и несколько терминалов сжиженного газа.
В 1994 основано совместное литовско-американское акционерное общество «Klaipėdos nafta». В 1995 начата реорганизация нефтетерминала, представлявшая собой демонтаж старого оборудования и строительство нового объекта. В 2002 завершена реконструкция нефтетерминала.